# Erythrococca pentagyna
Erythrococca pentagyna är en törelväxtart som beskrevs av Radcl.-sm.. Erythrococca pentagyna ingår i släktet Erythrococca och familjen törelväxter.
Artens utbredningsområde är Kenya. Inga underarter finns listade i Catalogue of Life.